# Склатерова златна кртица
Chlorotalpa sclateri је сисар из реда Afrosoricida и фамилије Chrysochloridae. 

## Угроженост
Ова врста је наведена као последња брига, јер има широко распрострањење и честа је врста.

## Распрострањење
Врста је присутна у следећим државама: Јужноафричка Република и Лесото.

## Станиште
Станишта врсте су шуме, планине и травна вегетација. 